# 鄧珍
鄧珍，字连器，号昆冈。江西吉水人，明朝政治人物，探花及第。
永樂十五年，鄉試中舉。次年會試中式，并在殿試中得一甲第三名（探花），授翰林院編修。因病早逝，得年二十四歲。